# Зільня
Зільня (пол. Zilnia, Zelina Czchowska) — гірський потік в Польщі, у Бжеському повіті Малопольського воєводства. Лівий доплив Дунайця, (басейн Балтійського моря).

## Опис
Довжина потоку приблизно 4,38 км, найкоротша відстань між витоком і гирлом — 3,49 км, коефіцієнт звивистості потоку — 1,26. Потік частково каналізований.

## Розташування
Бере початок на південно-східних схилах гори Махулець (482 м) у південно-західній частині міста Чхув. Спочатку тече переважно на північний схід, далі у центрі міста повертає на південний схід і впадає у річку Дунаєць, праву притоку Вісли.

## Цікаві факти
- Потік перетинає автошлях  75.
- У центрі міста Чхув на правому березі потоку за 450 м розташований Замок у Чхуві.

## Галерея

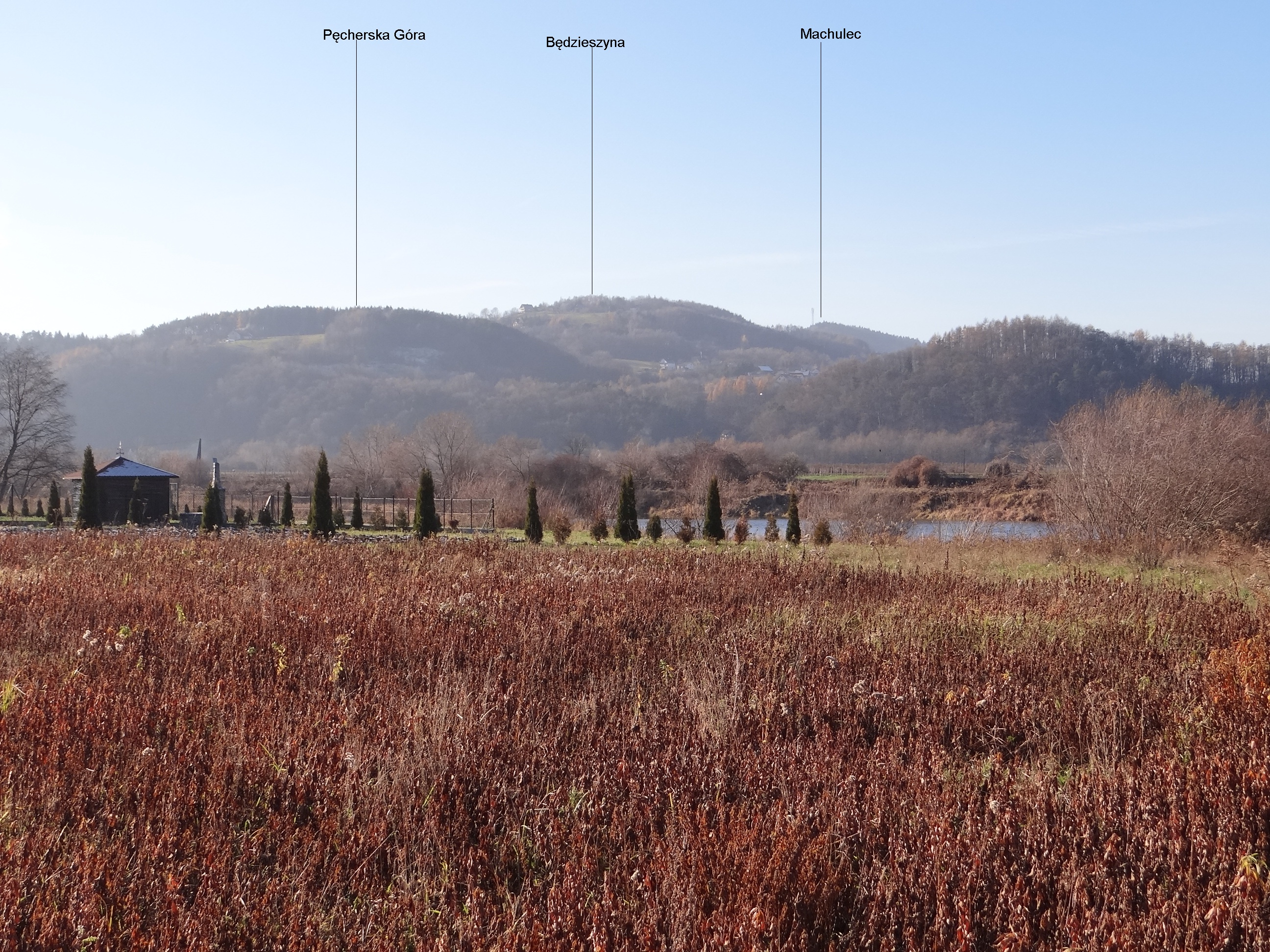
На південно-східних схилах гори Махулець бере початок потік Зілня
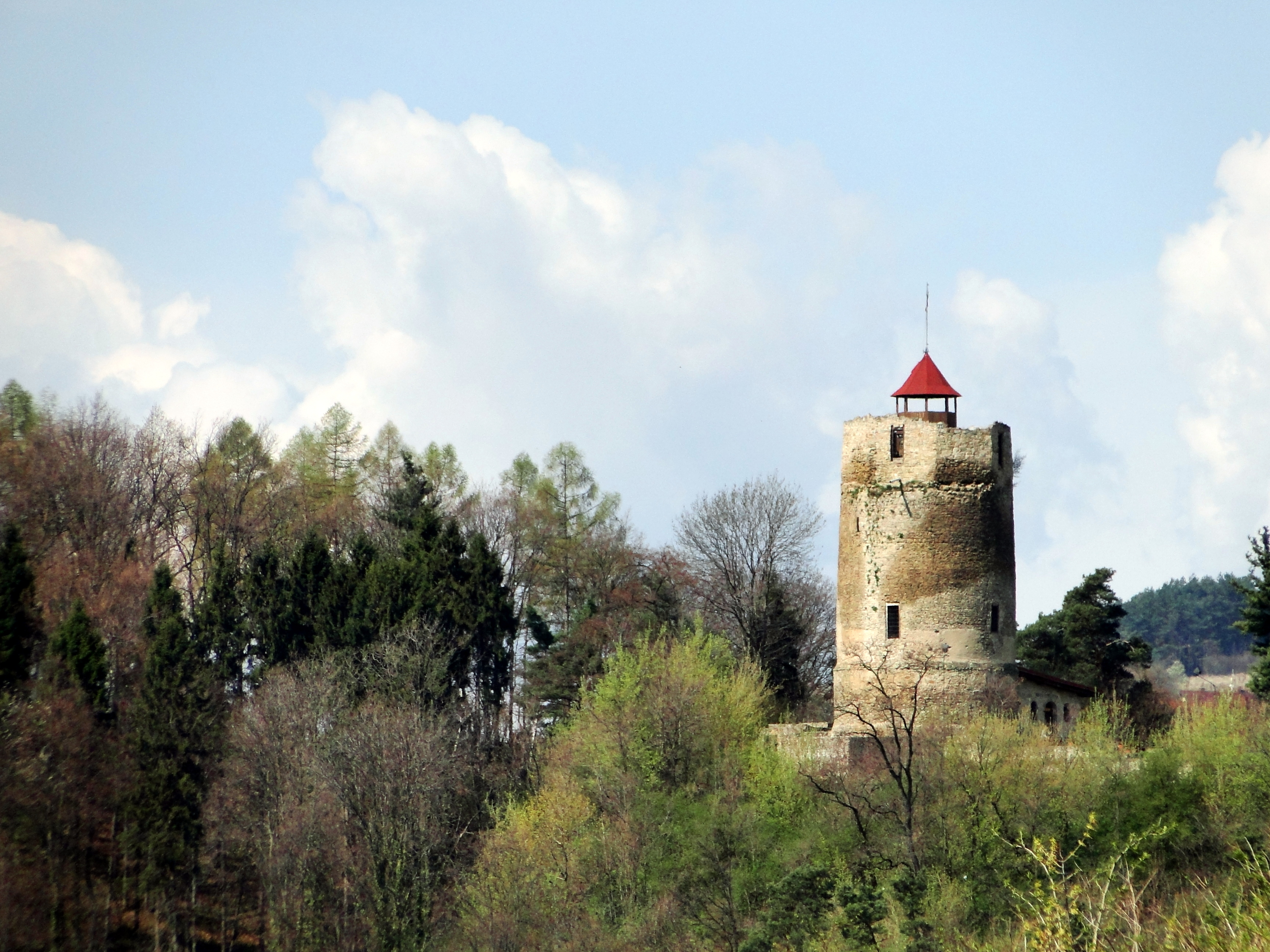
На правому березі потоку Зільня Руїни вежі Замку